# Atractaspis leucomelas
Espèce
Atractaspis leucomelas est une espèce de serpents de la famille des Lamprophiidae. 

## Répartition
Cette espèce se rencontre en Éthiopie et en Somalie.

## Description
L'holotype de Atractaspis leucomelas, une femelle, mesure 575 mm dont 40 mm pour la queue. Cette espèce a la face dorsale noire et présente une ligne longitudinale blanche. Sa tête est blanche avec des traits noirs. C'est un serpent venimeux.

## Étymologie
Son nom d'espèce, du grec ancien λευκός, leukόs, « blanc », et μέλας, melas, « noir », lui a été donné en référence à sa livrée.

## Publication originale
- Boulenger, 1895 : Rettili e Batraci. in, Esplorazione del Guiba e dei suoi Affluenti compeuta dal Cap. V. Bottego durante gli Anni 1892-93 sooto gli auspicii della Società Geografica Italiana. Annali del Museo civico di storia naturale di Genova, ser. 2, vol. 15, p. 9-18 (texte intégral).